# 722-й истребительный авиационный полк ПВО
722-й истребительный авиационный полк ПВО (722-й иап ПВО) — воинская часть авиации ПВО, принимавшая участие в боевых действиях Великой Отечественной войны, вошедшая в состав ВВС России после распада СССР.

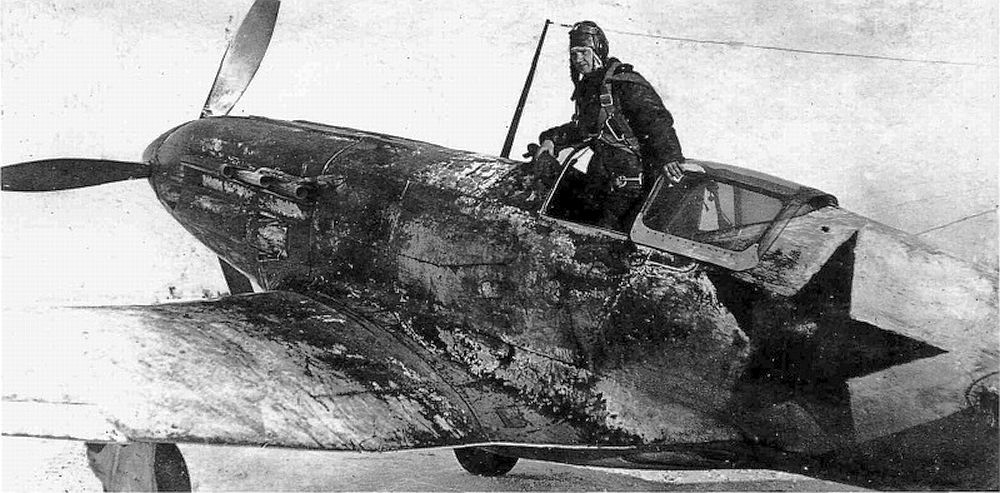
Самолёт МиГ-3 в зимнем камуфляже. Эти самолёты стояли на вооружении полка при защите города Горького

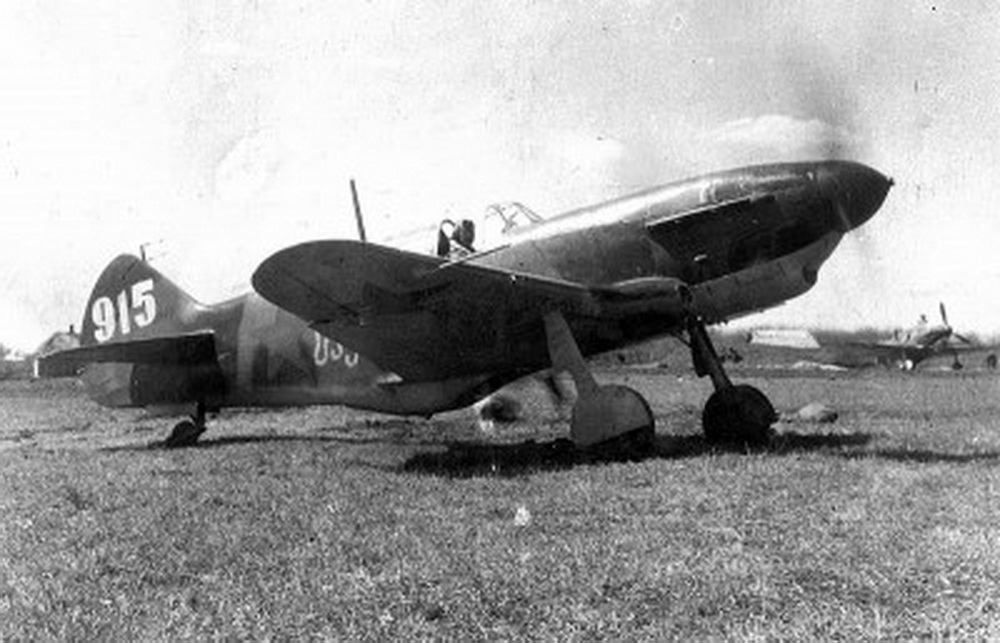
Самолёт ЛаГГ-3 полк получил в ноябре 1942 года

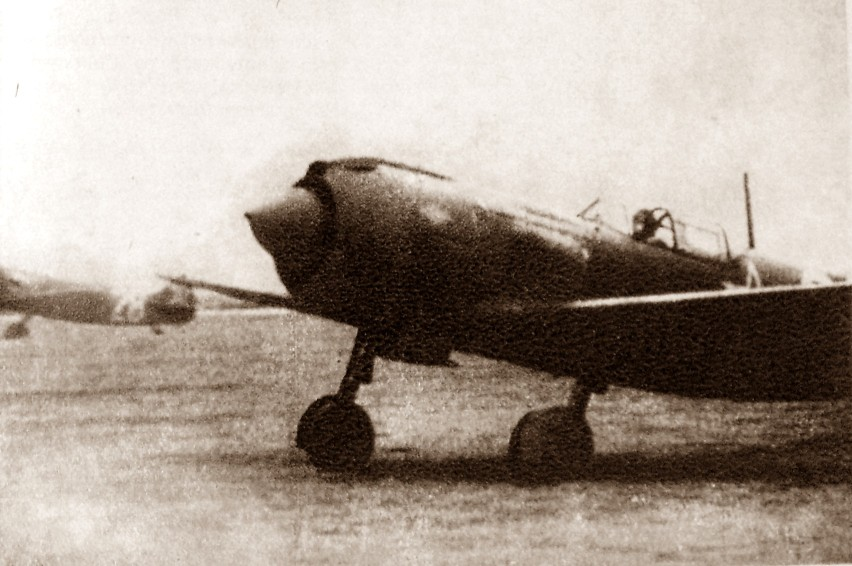
Самолёт Ла-5 полк получил уже в декабре 1943 года

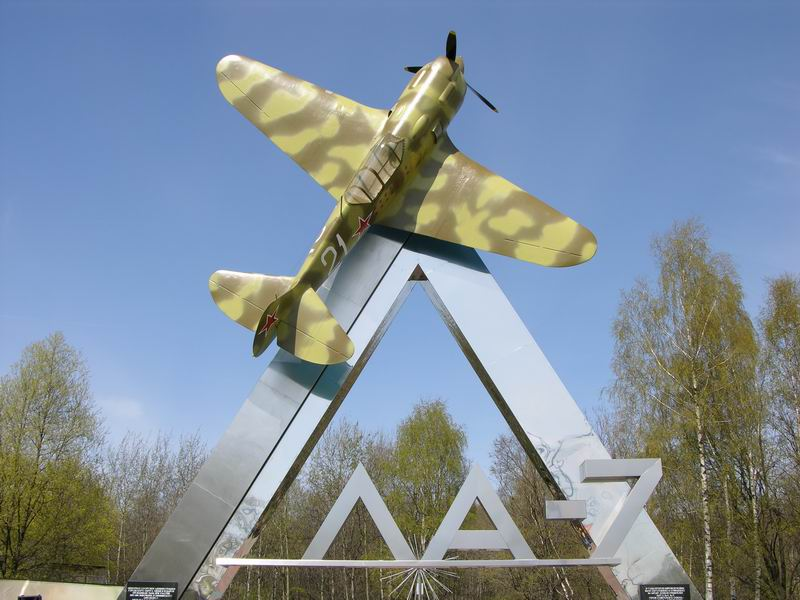
Самолёт Ла-7 пришел на замену Ла-5 в 1946 году

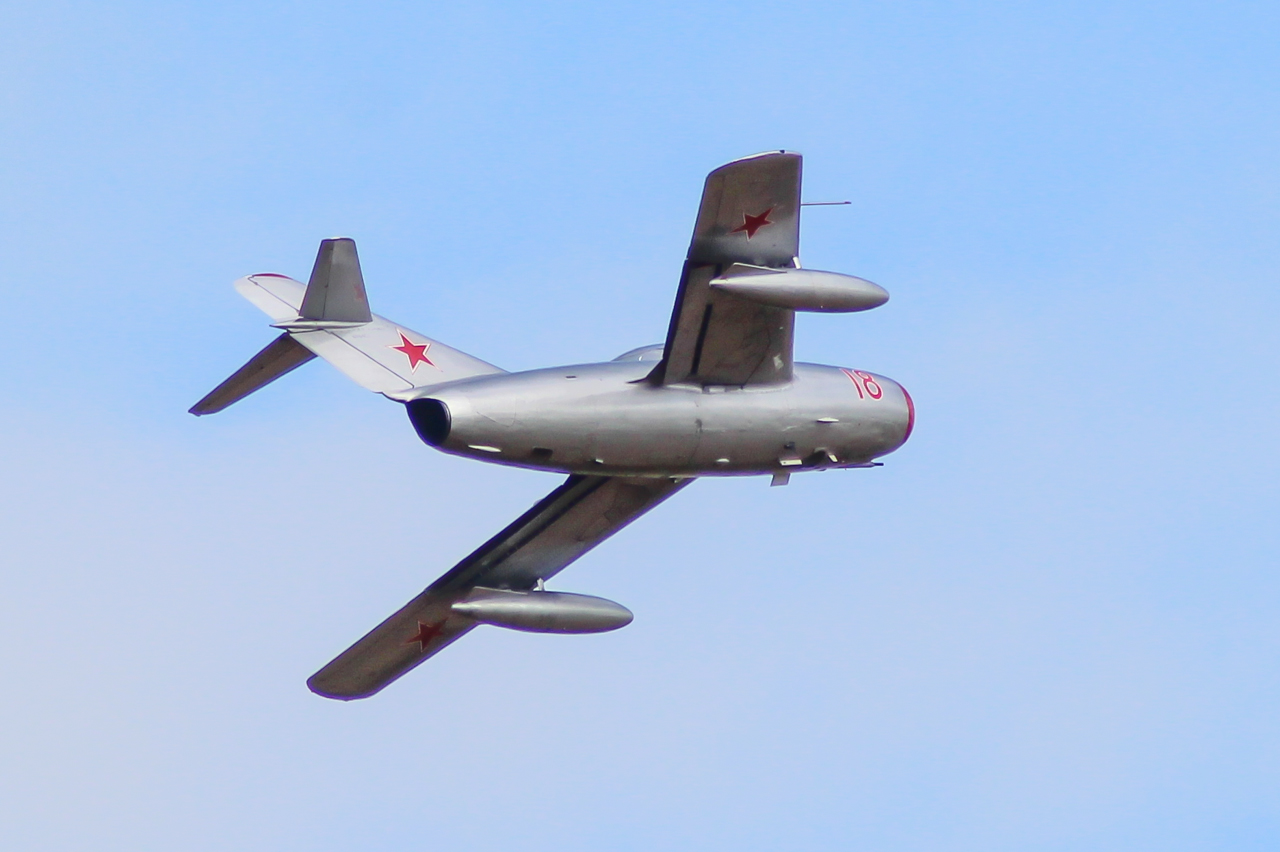
Самолёт МиГ-15 полк получил в 1950 году

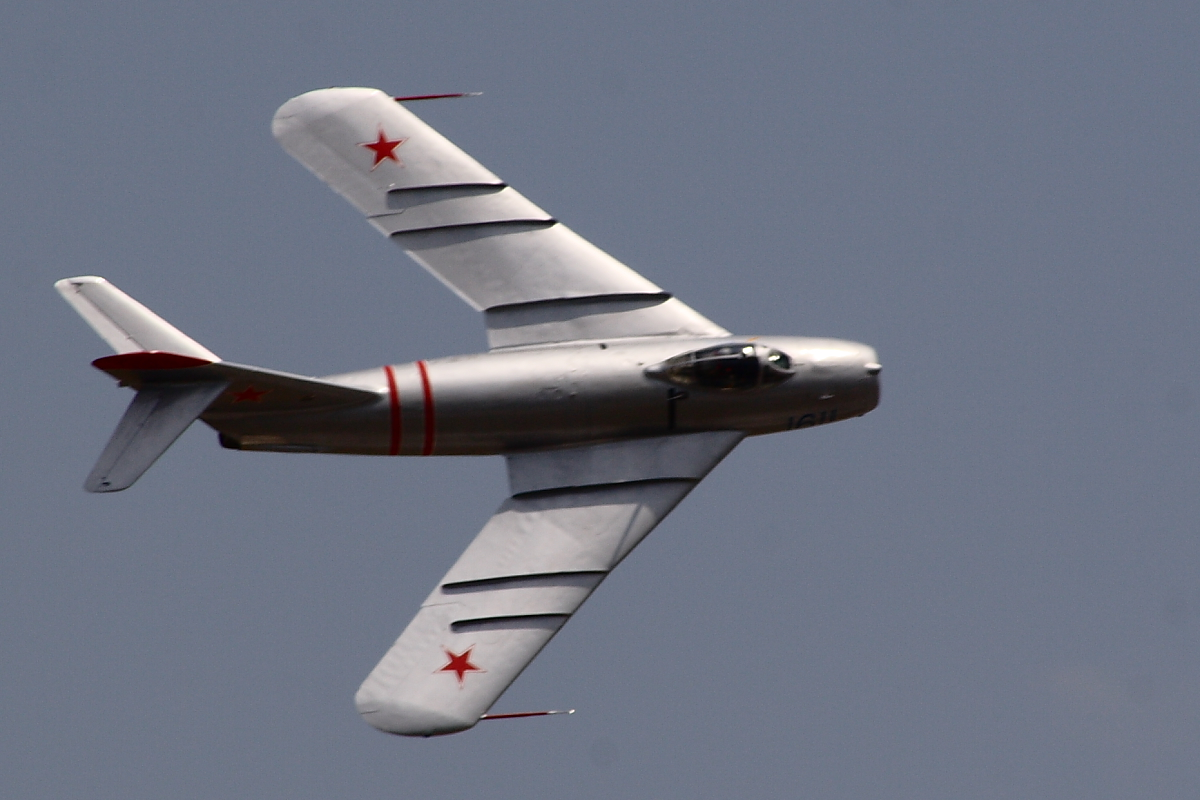
Самолёт МиГ-17 стал первым самолётом истребительно-бомбардировочного полка

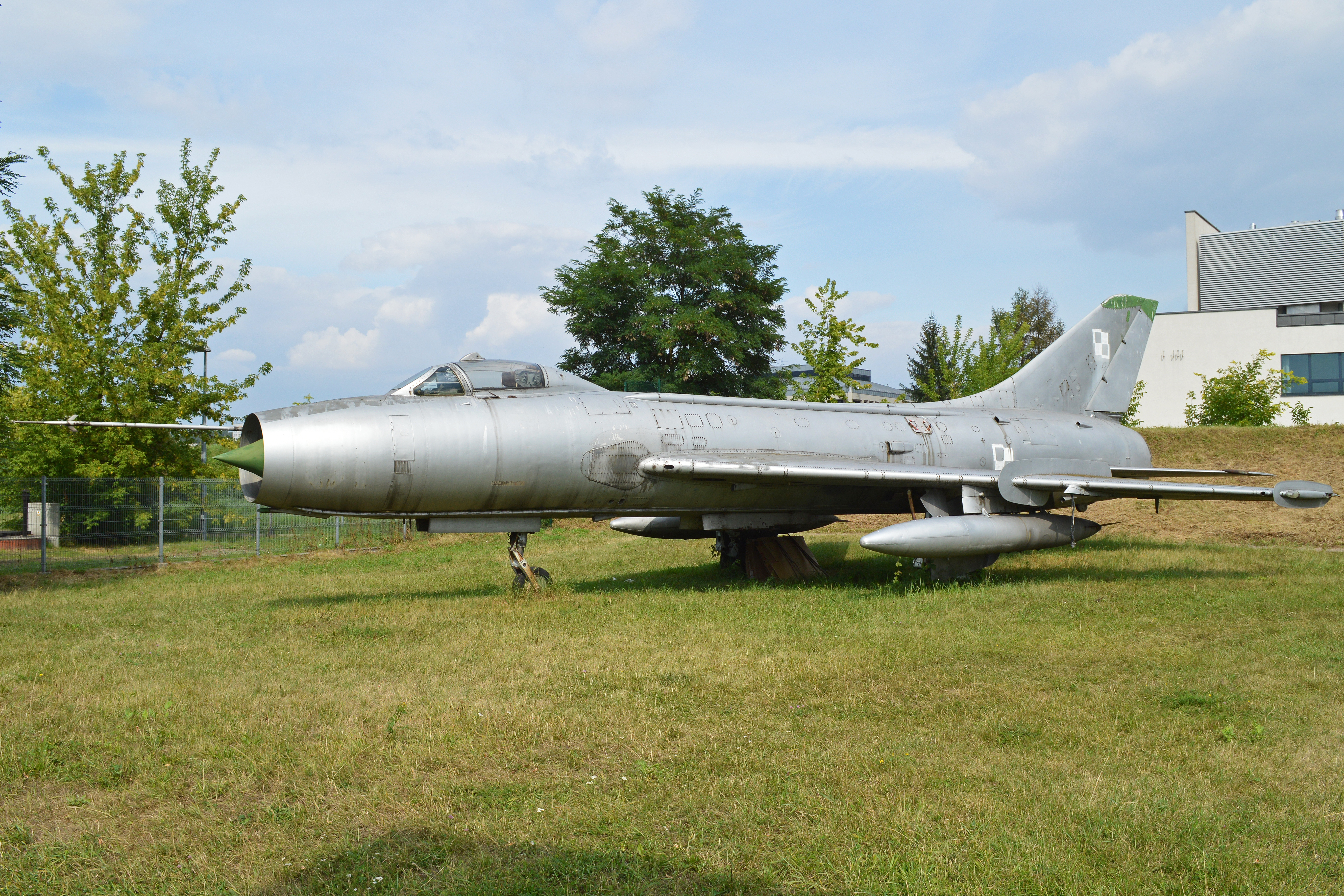
Самолёт Су-7Б стал основным самолётом истребительно-бомбардировочного полка

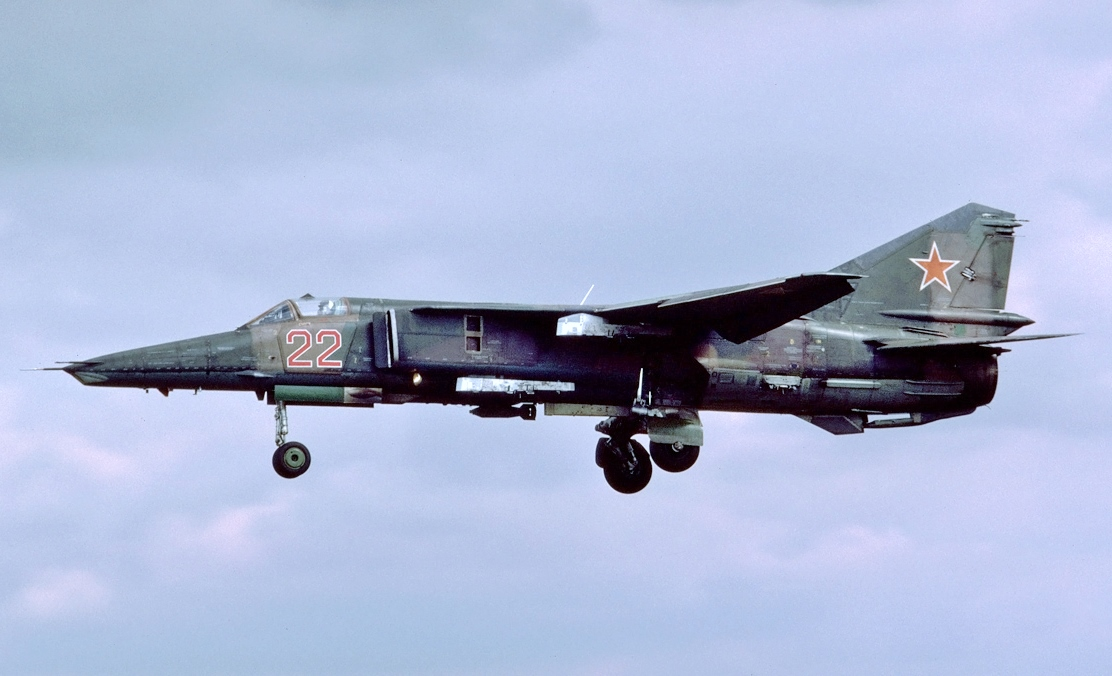
Самолёт МиГ-23БН (МиГ-27) проходил войсковые испытания на базе полка

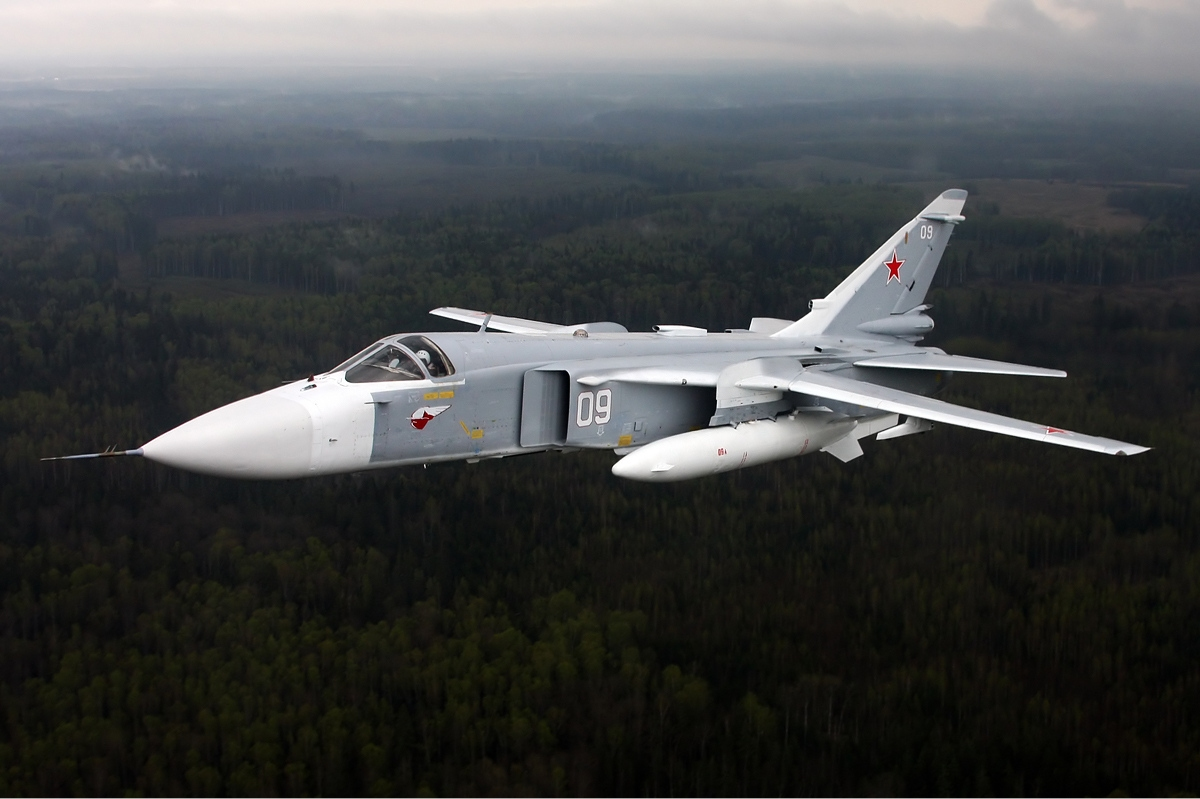
Самолёт Су-24 стоял на вооружении полка 20 лет, с 1989 года до расформирования полка.

## Наименования полка
За весь период своего существования полк менял своё наименование:
- 722-й истребительный авиационный полк ПВО[1];
- 722-й истребительный авиационный полк;
- 722-й истребительно-бомбардировочный авиационный полк;
- 722-й авиационный полк истребителей-бомбардировщиков;
- 722-й бомбардировочный авиационный полк[2];
- 722-й отдельный бомбардировочный авиационный полк[1][2];
- Войсковая часть (Полевая почта) 35519[1][2].

## История и боевой путь полка
722-й истребительный авиационный полк сформирован в период с 8 ноября 1941 года по 1 января 1942 года в Московском военном округе на аэродроме в городе Правдинск Горьковской области на основе группы Длужицкого (2-й ОАЭ ГУ ВВС КА) на истребителях МиГ-3 по штату 015/174. Включен в состав 142-й истребительной авиадивизии ПВО.
С 1 февраля 1942 года полк приступил к боевой работе в составе 142-й истребительной авиадивизии ПВО Горьковского района ПВО на самолётах МиГ-3.
Первая известная воздушная победа полка в Отечественной войне одержана 7 июня 1942 года: старший лейтенант Табарчук Б. С. в ночном воздушном бою в районе города Горький таранным ударом сбил немецкий бомбардировщик Heinkel He 111. 14 ноября полк переформирован по штату 015/134 и пополнен самолётами ЛаГГ-3.
29 июня 1943 года вместе со 142-й истребительной авиадивизии ПВО Горьковского района ПВО вошел в состав войск вновь образованного Восточного фронта ПВО. 5 сентября переформирован по штату 015/325. В декабре 1943 года полностью перевооружен на истребители Ла-5. 31 декабря 1943 года исключен из действующей армии.
В апреле 1944 года в связи с реорганизацией войск ПВО страны в составе 142-й истребительной авиадивизии ПВО включен в 3-й корпус ПВО Северного фронта ПВО, образованного 29 марта 1944 года на базе Восточного и Западного фронтов ПВО. 1 августа из 142-й иад ПВО передан в состав 328-й истребительной авиадивизии ПВО.
С 1 сентября 1944 года вновь включен в действующую армию. Приступил к боевой работе в составе 328-й истребительной авиадивизии ПВО 90-й дивизии ПВО Северного фронта ПВО на самолётах Ла-5. 24 декабря 1944 года вместе с 328-й истребительной авиадивизии ПВО 90-й дивизии ПВО включен в состав войск Западного фронта ПВО (2-го формирования), преобразованного из Северного фронта ПВО. Полк базировался на аэродроме Минска. 31 декабря 1944 года исключен из действующей армии. До конца войны входил в состав 328-й истребительной авиадивизии ПВО. На 9 января 1945 года имел в боевом составе 29 самолётов Ла-5 (из них 1 неисправный).
Всего в составе действующей армии полк находился: с 1 февраля 1942 года по 31 декабря 1942 года и с 4 сентября 1944 года по 31 декабря 1944 года.
Всего за годы войны полком:
- Совершено боевых вылетов — 595
- Сбито самолётов противника — 3
- Свои потери (боевые):
  - самолётов — 2

### Послевоенная история полка
После войны полк продолжал базироваться на аэродроме Минск и входить в состав 328-й истребительной авиадивизии ПВО. С 10 июля 1945 года вместе с дивизией вошел в состав 20-й воздушной истребительной армии ПВО Западного округа ПВО. В феврале 1946 года полк принял из расформированных 959-го и 960-го истребительных авиаполков дивизии личный состав на доукомплектование.
Вместе с 328-й истребительной авиадивизией ПВО 8 июля 1946 года выведен из 20-й воздушной истребительной армии ПВО Западного округа ПВО и передислоцирован в 19-й воздушную истребительную армию ПВО Северо-Западного округа ПВО на аэродром Брянск. В июле 1946 года полк принял личный состав из расформированных 309-го и 143-го истребительных авиаполков, перевооружен на самолёты Ла-7.
С 1 октября 1948 года полк вошел в состав 3-й гвардейской истребительной авиационной Брянской Краснознамённой ордена Суворова дивизии ПВО 32-го истребительного авиационного корпуса ПВО 19-й воздушной истребительной армии ПВО и перебазировался на аэродром Вязьма в Смоленскую область. Здесь полк получил первые МиГ-15.
В декабре 1950 года полк из 98-й гвардейской истребительной авиационной Брянской Краснознамённой ордена Суворова дивизии ПВО (бывшей 3-й гв. иад) передан в состав перебазируемой 26-й истребительной авиационной дивизии 22-й воздушной армии Северного военного округа на аэродром Бесовец (Петрозаводск). С 1958 года полк переучен на МиГ-17. После упразднения округа и расформирования дивизии в 1960 году полк перебазировался на аэродром Смуравьево и вошел в состав 76-й воздушной армии Ленинградского военного округа.
6 декабря 1959 года полк передан в состав истребительно-бомбардировочной авиации и переформирован в отдельный истребительно-бомбардировочный авиационный полк в составе 76-й воздушной армии Ленинградского военного округа на самолётах МиГ-17. В 1968 году полк получает с завода Су-7Б. В сентябре 1974 года полк получает новые МиГ-23Б и МиГ-23БН и начинает войсковые испытания нового самолёта истребителя-бомбардировщика.
Проводившиеся следом войсковые испытания МиГ-27 на базе полка обосновывались освоенностью в полку близких по типу МиГ-23Б и МиГ-23БН. Лётчики и техники имели наибольший в ВВС опыт работы с истребителями-бомбардировщиками. Переучивание полка проводилось не только в 4-м ЦБП и ПЛС в Липецке, но и на собственной учебной базе. Лётчики и техники командировались на завод, где в агрегатных и сборочных цехах вплотную знакомились с конструкцией и получали наставления от заводских испытателей. Войсковые испытания начались с января 1975 года. Всего полк получил 43 МиГ-27 — больше штатного количества в 40 машин (по 12 в каждой из трёх эскадрилий и ещё четыре в звене управления). Три самолёта добавили с учётом обеспечения войсковых испытаний, чтобы избежать сбоев на случай выхода техники из строя или других непредвиденных обстоятельств, не исключая и лётные происшествия. Учебно-боевые самолёты были получены ещё вместе с МиГ-23БН. Войсковые испытания МиГ-27 в завершились к началу 1976 года с общим налётом 1130 часов. В дальнейшем полк оставался лидерным по МиГ-27 — с появлением новых модификаций они также сперва направлялись на «обкатку» в полк, а уже послужившие машины передавались в другие полки.
С 1976 года полк переформирован в 722-й авиационный полк истребителей-бомбардировщиков и летал на МиГ-27. С 1989 года
переформирован в 722-й отдельный бомбардировочный авиационный полк и переучен на Су-24. С 1992 года полк в составе ВВС России. В ходе реформы Вооруженных сил Российской Федерации осенью 2009 года 722-й отдельный бомбардировочный авиационный полк расформирован в 6-й армии ВВС и ПВО.

## Командир полка
- старший лейтенант Длужицкий Константин Антонович, 08.11.1941 — 09.12.1941
- майор Елагин Николай Михайлович, 09.12.1941 — 11.04.1942
- майор, подполковник Ледовский Дмитрий Иванович, 11.04.1942 — 24.04.1944
- майор Локтионов Андрей Федорович, 24.04.1944 — 01.10.1944
- майор Анюточкин Александр Михайлович, 01.10.1944 — 15.07.1946
- полковник Негода Алексей Иванович, 15.07.1946 — 30.11.1948
- полковник Глазатов Михаил Федорович, 30.11.1948 — 19.10.1955
- гвардии полковник Масленников Борис Васильевич, 19.10.1955 — 04.01.1960
- гвардии полковник Матвеев Олег Константинович, 04.01.1960 — 18.09.1965
- полковник Ус Алексей Павлович, 18.09.1965 — 14.09.1966
- полковник Белоненко Геннадий Николаевич, 14.09.1966 — 27.06.1970
- полковник Скарюкин Владимир Васильевич, 27.06.1970 — 05.07.1974
- полковник Каменский Владимир Николаевич, 05.07.1974 — 22.10.1975
- полковник Чесноченко Константин Константинович, 22.10.1975 — 26.07.1978
- полковник Лупета Владимир Анатольевич, 26.07.1978 — 09.06.1982
- полковник Дубров Владимир Кузьмич, 09.06.1982 — 19.05.1988
- полковник Исаев Виктор Васильевич, 19.05.1988 — 26.08.1990
- полковник Коляда Олег Михайлович, 26.08.1990 — 03.11.1992
- полковник Козин Евгений Николаевич, 03.11.1992 — 19.06.1995
- полковник Головкин Александр Иванович, 19.06.1995 — 11.11.1998
- полковник Боташев Канамат Хусеевич, 11.11.1998 — 07.07.2000
- подполковник Дроздецский Александр Викторович, 07.07.2000 — 11.07.2002
- полковник Хомуха Петр Александрович, 11.07.2002 — 01.09.2005
- полковник Колчин Сергей Алексеевич, 01.09.2005 — 08.05.2008
- полковник Плевако Евгений Григорьевич, 08.05.2008 — 04.06.2010

## Отличившиеся воины
- Шавурин Пётр Иванович, заместитель командира эскадрильи 722-го истребительного авиационного полка 142-й истребительной авиационной дивизии за мужество и героизм Указом Президиума Верховного Совета СССР от 14 февраля 1943 года удостоен звания Герой Советского Союза. Золотая Звезда № 703.

## Известные люди
- Карташов Анатолий Яковлевич — член первого отряда космонавтов СССР (1960), летчик (1954), старший летчик (1957) полка.

## Аварии и катастрофы
- 22 сентября 1943 года, младший лейтенант Носаев Виталий Яковлевич, лётчик 722-го истребительного авиационного полка, Ла-5. Погиб в авиационной катастрофе.
- 15 мая 1944 года, старший лейтенант Булатов Сергей Александрович, заместитель командира-штурман эскадрильи 722-го истребительного авиационного полка, Ла-5. Погиб в авиационной катастрофе.
- 19 февраля 2002 года на границе между Плюсским и Гдовским районами Псковской области (в лесу в 2 км севернее деревни Мышка) потерпел катастрофу самолёт Су-24 из состава полка. При полёте на малой высоте в сложных метеоусловиях экипаж допустил ошибку и не рассчитал снижение. Экипаж (майор Владимир Владимирович Шостенко и полковник Александр Викторович Дроздецкий) погиб[5].